# Lycoriella flavicornis
Lycoriella flavicornis är en tvåvingeart som beskrevs av Werner Mohrig och Boris Mamaev 1985. Lycoriella flavicornis ingår i släktet Lycoriella och familjen sorgmyggor. Inga underarter finns listade i Catalogue of Life.